# Landerrouat
Landerrouat är en kommun i departementet Gironde i regionen Nouvelle-Aquitaine i sydvästra Frankrike. Kommunen ligger i kantonen Pellegrue som tillhör arrondissementet Langon. År 2022 hade Landerrouat 228 invånare.

## Befolkningsutveckling
Antalet invånare i kommunen Landerrouat
Referens:INSEE